# 페드로 드 코르도바

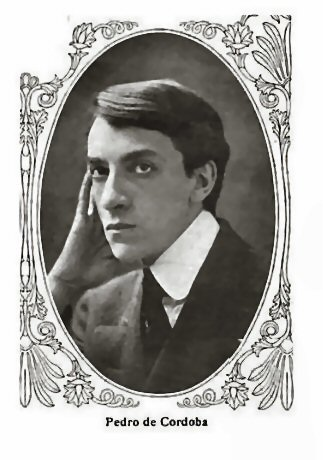

페드로 드 코르도바(Pedro de Cordoba, 1881년 9월 28일 ~ 1950년 9월 16일)는 미국의 연극 배우, 영화배우, 배우이다.
뉴욕에서 태어났으며 캘리포니아주에서 사망하였다. 사인은 심근 경색이다.

## 영화
- 론 레인저 - 49년 시리즈 (1949년)
- 삼손과 데릴라 (1949년)
- 그린 돌핀 스트리트 (1947년)
- 샌 안토니오 (1945년)
- 도리안 그레이의 초상 (1945년)
- 키스밋(영어판) (1944년)
- 화이트 세비지 (1943년)
- 누구를 위하여 종은 울리나 (1943년)
- 혈과 사 (1941년)
- 쾌걸 조로 (1940년)
- 시 호크 (1940년)
- 유아레즈 (1939년)
- 골드 디거 인 파리 (1938년)
- 더 파이어플라이 (1937년)
- 라모나 (1936년)
- 안소니 에드버즈 (1936년)
- 십자군 (1935년)
- 검은 거울 (1920년)